# Пуштимарга
Пу́штима́рг(а) (санскр. «Путь Процветания [души]») — течение в индуизме, основанное ачарьей Валлабхой. Пуштимарга является ветвью бхакти, относящейся к вайшнавизму и кришнаизму. Философской основой пуштимарги является философия шуддха-адвайты (чистой недвойственности).

## Основные положения
- Основной целью пуштимарги является спонтанная, немотивированная и бескорыстная любовь к Богу.
- Пуштимарга выражается только через служение Богу — сева.
- Освобождение является вторичным по отношению к преданному служению.
- Цель преданного служения — доставить радость Богу.
- Для Бога нет касты, вероисповедания, цвета кожи, пола или возраста.

## Брахма-самбандха — посвящение в пуштимаргу
Формальным посвящением в пуштимаргу является «Брахма-самбандха» («Связь с Брахманом»), которую имеют право давать только прямые потомки Валлабхи по мужской линии — т. н. «Госвами». Ритуал «Брахма-самбандха» заключается в следующем. После однодневного поста, перед божеством «Сваруп» Госвами посвящает неофита в мантру Кришны, после чего он предлагает лотосным стопам Божества листья Туласи. После этого человек получает право совершать повседневное религиозное служение — севу.

## Религиозное служение — сева
Тремя составляющими севы являются:
- Рага — исполнение для божества и слушание традиционной индийской духовной музыки.
- Бхога — предложение божеству прасада — чистой вегетарианской пищи (исключающей мясо, рыбу, яйца, лук и чеснок).
- Вастра и шрингар — одевание божества в красивую одежду и украшение его ювелирными изделиями.

Эти три пункта являются неотъемлемыми частями повседневной севы (духовного служения), которую последователи пуштимарги предлагают своим «Тхакурджи» — личным божествам Кришны. Данные правила были установлены почти пятьсот лет назад Госвами Виттхалнатхом (Гусайнджи), вторым сыном Валлабхачарьи. Рага, бхога и вастра и шрингар регулярно изменяются в зависимости от сезона, даты и времени суток, что придаёт пуштимарге особенную живость и красочность.
Сева является наиболее важным способом для достижения пушти в пуштимарге, поэтому она была предусмотрена Валлабхачарьей как основополагающий принцип.

Шри Валлабхачарья, основатель Пуштимарги

## Основные тексты
Помимо классической индуистской литературы, теоретическую основу пуштимарги составляют труды её основателя Валлабхи.